# نورة فتحي
نورة فتحي (6 فبراير 1992)، هي راقصة وممثلة وعارضة ومغنية ومنتجة أغاني كندية من أصول مغربية حيث أنها ولدت في كندا لأب وأم مغربيين، ثم انتقلت للعيش في الهند حيث تعمل في السينما الهندية. كان أول ظهور لها في سينما بوليوود من خلال فيلم زئير: بُبُور سونداربانس (Roar: Tigers of the Sundarbans). حازت على شهرة واسعة في سينما تيلوجو بأدائها لرقصات في أفلام هندية مثل المزاج  (Temper)، باهولبالي (Baahubali) وكيك 2 (Kick 2) ، غارمي (Street dancer 3d) ، ساكي ساكي (Batla house) .. كما أدت بطولة العديد من الأعمال الناجحة أبرزها (Pachtaoge) و(Chhor denge) و(Naach meri rani)و (Maarjavaan) .. وقد قدمت أغاني بصوتها أبرزها Pepeta وDilbar arabic كما شاركت كعضو لجنة تحكيم في برنامج أحسن الراقصين في الهند (India's best dancer) وتعتبر نورة فتحي أول عربية تجتاز حاجز المليار مشاهدة عن كليب ديلبر.

## مشوارها
تنحدر نورة من عائلة مغربية، ولدت وترعرعت في كندا، رغم أنها ذكرت في المقابلات أنها تعتبر نفسها 'هندية القلب'.
بدأت نورة حياتها المهنية بتمثيلها في فيلم بوليود زئير: ببور سونداربانس (Roar: Tigers of the Sundarbans). وبعدها مثلت في فيلم المزاج (Temper). كما قدمت أداء رائع في فيلم مستر إكس مع عمران هاشمي.
تتكلم نورة الإنجليزية، والهندية، والدارجة المغربية والفرنسية.

## فيلموغرافيا

### السينما
| علامة الخنجرية | يشير إلى الأفلام التي لم تصدر بعد |

| السنة | اسم الفيلم                        | اللغة                       | الدور                                      | ملاحظات                                           |
| ----- | --------------------------------- | --------------------------- | ------------------------------------------ | ------------------------------------------------- |
| 2014  | Roar: Tigers of the Sundarbans    | اللغة الهندية               | CJ                                         |                                                   |
| 2015  | Crazy Cukkad Family               | اللغة الهندية               | Amy                                        |                                                   |
| 2015  | Temper                            | اللغة التيلوغوية            |                                            | Special appearance in song "Ittage Rechchipodam"  |
| 2015  | Mr.X                              | اللغة الهندية               |                                            | Special appearance in song "Alif se"              |
| 2015  | Double Barrel ‏                    | اللغة الماليالامية          |                                            | Special appearance                                |
| 2015  | Baahubali: The Beginning          | اللغة التيلوغوية/ التاميلية |                                            | Special appearance in the song "Manohari"         |
| 2015  | Kick 2                            | اللغة التيلوغوية            |                                            | Special appearance in song "Kiruku Kick"          |
| 2015  | Sher                              | اللغة التيلوغوية            | Special appearance in song "Napere Pinky"  |                                                   |
| 2015  | Loafer                            | اللغة التيلوغوية            | Special appearance in song "Nokkey Dochey" |                                                   |
| 2016  | روكي الوسيم                       | اللغة الهندية               |                                            | Special appearance in the song "Rock the party"   |
| 2016  | Oopiri / Thozha                   | اللغة التيلوغوية/ التاميلية | Nemali                                     | Special appearance in song "Door Number"          |
| 2018  | My Birthday Song                  | اللغة الهندية               | Sandy                                      |                                                   |
| 2018  | ساتياميفا جاياتي                  | اللغة الهندية               |                                            | Special appearance in song "دلبر (أغنية)"         |
| 2018  | ستري                              | اللغة الهندية               |                                            | Special appearance in a song "Kamariya"           |
| 2018  | Kayamkulam Kochuni ‏               | اللغة الماليالامية          |                                            | Special appearance in song "Nrithageethikalennum" |
| 2019  | Bharat                            | اللغة الهندية               | Sussan                                     |                                                   |
| 2019  | Batla House                       | اللغة الهندية               | Huma / Victoria                            | Special appearance in song "O Saki Saki"          |
| 2019  | مرجافان                           | اللغة الهندية               | بشخصيتها الحقيقية                          | Special appearance in song "Ek Toh Kum Zindagani" |
| 2020  | راقصة الشوارع 3D (فيلم هندي 2020) | اللغة الهندية               | Mia                                        | [ 8 ]                                             |
| 2020  | Bhuj: The Pride of India          | اللغة الهندية               | Heena Rehman                               | Filming                                           |

### التلفزيون
| السنة | الإسم                | الإسم الأصلي          | المضيف           | الدور                 | مصادر |
| ----- | -------------------- | --------------------- | ---------------- | --------------------- | ----- |
| 2015  | بيغ بوس 9            | Bigg Boss 9           | سلمان خان        | متسابقة               | [ 9 ] |
| 2016  | ليالي مضحكة، النجدة! | Comedy Nights Bachao  | كروشنا أبيشيك    | الشخصية الحقيقية/ضيفة |       |
| 2016  |                      | Jhalak Dikhhla Jaa 9  | مانيش بول        | متسابقة               |       |
| 2017  | ترفيه كي رات         | Entertainment Ki Raat | راغو رام، بالراخ | الشخصية الحقيقية/ضيفة |       |

## وصلات خارجية
- نورة فتحي على موقع IMDb (الإنجليزية)
- نورة فتحي على موقع قاعدة بيانات الأفلام العربية
- نورة فتحي على موقع ألو سيني (الفرنسية)
- نورة فتحي على موقع ميوزك برينز (الإنجليزية)
- نورة فتحي على موقع أول موفي (الإنجليزية)
- نورة فتحي على موقع ديسكوغز (الإنجليزية)
- نورة فتحي على موقع قاعدة بيانات الفيلم (الإنجليزية)
- نورة فتحي على موقع كينوبويسك (الروسية)